# Парламент Італії
Парламент Італії (італ. Parlamento Italiano) — національний парламент Італії, двопалатний законодавчий орган, в який входять 600 обраних парламентаріїв (parlamentari).

## Склад
- Палата депутатів Італії — налічує 400 депутатів (deputati).
- Сенат Італії — налічує 200 сенаторів (senatori). Формально палати рівні за своїм статусом.

## Вибори
З 2005 року для обох палат використовується пропорційна система голосування. Більшість отримує коаліція, яка здобула перемогу на національному (в Палаті депутатів) і регіональному (в Сенаті) рівнях.
Парламент обирають терміном на п'ять років.